# 太平洋諸島センター
太平洋諸島センター（英語: Pacific Islands Centre, PIC）は、東京都千代田区にある国際機関。

## 概要
正式名称：南太平洋経済交流支援センター（South Pacific Economic Exchange Support Centre, SPEESC)。
1996年10月1日に日本国政府と太平洋地域の国際機関である南太平洋フォーラム（現太平洋諸島フォーラム：PIF）とにより設立された国際機関。日本とフォーラム加盟島嶼国（Forum Island Countries, FICs）との間の貿易・投資・観光の 促進を通じて、同島嶼国の経済的発展を支援することを目的としている。
太平洋諸島フォーラム（1971年発足）には、太平洋島嶼国14カ国＋2地域、及びオーストラリア、 ニュージーランドが加盟している。